# Conceptisme

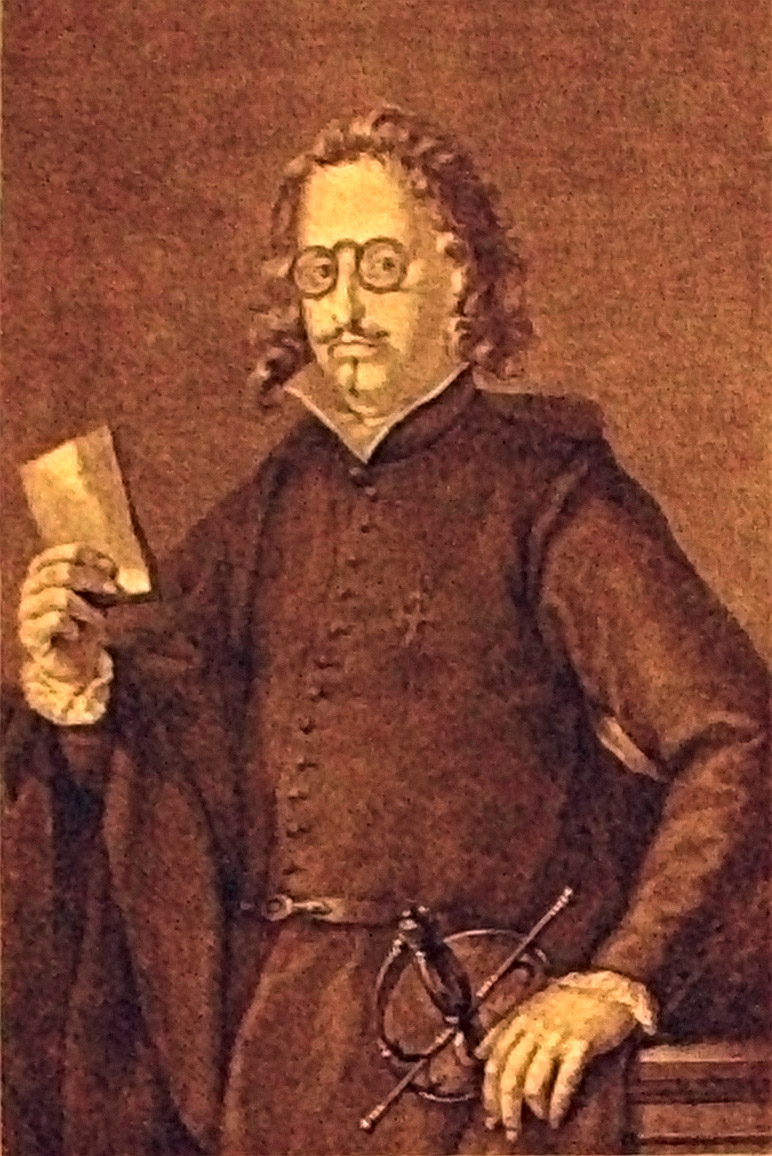
Quevedo, l'un des plus grands représentants du conceptisme.

Le conceptisme, conceptismo en espagnol, est un style littéraire caractéristique de la littérature baroque espagnole de la fin du XVIe au XVIIe siècle et dont Alonso de Ledesma fut l'initiateur. Francisco de Quevedo en a été le plus grand représentant.

## Historique
L’écrivain jésuite Gracián l'a théorisé, dans Agudeza y arte del ingenio (Art et figures de l’esprit, 1647, tout à la fois traité théorique de poétique conceptiste et anthologie de cette esthétique), comme : « Un acte de l’entendement qui exprime la correspondance entre les objets ». Ce mysticisme de pensée, dont le principal représentant fut le poète Quevedo, se caractérise par un rythme rapide, un vocabulaire simple et direct, des métaphores pleines d’esprit et des jeux de mots. Cette école avait surtout ses adeptes dans la chaire chrétienne.
S’opposant à un autre style littéraire baroque espagnol, le cultisme (culteranismo), le conceptisme vise à détourner le langage au service d’un raisonnement rigoureux et d’une pensée subtile et extrêmement ingénieuse. Il s’agit, pour l’essentiel, d’établir élégamment et de la façon la plus condensée possible des rapports inattendus entre les objets, en tenant que « ce que la beauté est pour les yeux, l’harmonie pour l’ouïe, le concept l’est pour l’entendement » (Gracián). 
Laconique et sentencieux, le style conceptiste se caractérise par la concision de l’expression et l’intensité sémantique des mots, qui sont chargés de significations, en adoptant plusieurs sens. De cette manière, le langage apparaît fréquemment polysémique. Le conceptisme opère avec les signifiés des mots et avec les relations ingénieuses entre eux. Ses ressources formelles les plus fréquentes sont l’ellipse, le zeugma, la polysémie, l’antithèse, l’équivoque, le paradoxe, la paronomase. 
Tout comme le cultisme ou le gongorisme, le conceptisme propose comme valeur esthétique, dans la ligne de l’esthétique maniériste et baroque tout entière, la difficulté du langage littéraire, qui vise à s’épurer en vue de se distinguer de la langue qu’elle a héritée de la Renaissance et qu’elle perçoit comme vulgaire. Il en résulte une évolution vers un art intellectuel préconisé par le maniérisme qui marque l’épuisement des modèles classiques de la prose et du vers établis par la Renaissance. L’instauration de nouveaux canons esthétiques prescrits par la Contre-Réforme au Concile de Trente qui souhaitait éviter l’accès du peuple à la culture a également joué un rôle.
À la différence de l’esthétique conceptuelle du cultisme, procédant par amplification d’un minimum de pensées dans un maximum de formes labyrinthiques qui impressionnent et désorientent les sens, et qui s’exerce principalement au travers de la versification, le conceptisme choisit, afin de compliquer son message, de concentrer un maximum de pensée dans un minimum de formes et opte prioritairement pour la prose.
Les conceptistes, par leurs excès, provoquèrent de la part des cultistes (au style caractérisé par la prolifération des métaphores les plus étranges, les pointes, les jeux de mots purement ornementaux allant jusqu’aux calembours), une réplique portée à son incandescence par le poète Góngora, le grand rival personnel de Quevedo, qui ajouta encore à la confusion, fatale au bon goût, dans laquelle tomba la littérature espagnole au XVIIe siècle. 
Machado s’est montré très critique envers le défaut de substance tant du cultisme que du conceptisme, qu’il a caractérisé comme double expression d’une même indigence.

## Source
- Gustave Vapereau, Dictionnaire universel des littératures, Paris, Hachette, 1876, p. 500.